# Flores de Ávila (kommun)
Flores de Ávila är en kommun i Spanien.   Den ligger i provinsen Provincia de Ávila och regionen Kastilien och Leon, i den centrala delen av landet, 130 km väster om huvudstaden Madrid. Antalet invånare är 339.